# Umbar
En el Universo Imaginario de J. R. R. Tolkien, Umbar es un puerto natural al sur de Gondor y sobre la costa sureste del Belegaer. Fundado por los númenóreanos como base militar y económica en la Segunda Edad del Sol. 
Fue creado como un puerto para que las embarcaciones númenóreanas se repostaran y abastecieran en el transcurso de sus viajes. Pronto se convirtió en la fortaleza númenóreana más importante en la Tierra Media. 
De paisaje árido, se encuentra en las tierras del Cercano Harad. Estaba situada en una bahía dominada por un gran cabo y con un estuario cercado por tierra. Es muy probable que el estuario albergara muchos muelles en su interior pues los estuarios constituían una defensa natural contra las inclemencias meteorológicas, y es lógico que lo aprovecharan como refugio natural para sus barcos. 
Este puerto estaba dominado por una colina donde se edificó (tras la Guerra de la Última Alianza) un pilar que dominaba toda la bahía. Sobre este pilar se colocó una piedra blanca que reflejaba la luz del sol y de la luna, en memoria de la derrota de Sauron. Se la podía ver desde muy lejos en alta mar. Este monumento fue derribado por los sirvientes de Sauron tras su retorno a fines de la Tercera Edad del Sol.
El puerto debió ser inmenso; pues en la historia de El Señor de los Anillos se cuenta que la flota principal de Pelargir procedía de Umbar, y estaba compuesta por cincuenta enormes embarcaciones seguidas de muchos otros navíos más pequeños. Tantos barcos procedentes de un mismo lugar hace pensar que las dimensiones del puerto del que provenían eran grandes.

## Historia
Durante su período de apogeo, fueron muchas las guerras y los asedios que en esta ciudad se libraron, y su gobierno fue sucedido por varias tribus diferentes, tales como Númenóreanos, Haradrim, Corsarios y Númenóreanos Negros. Tanto poderío supone que Umbar no fue simplemente una fortaleza naval, sino que es posible que haya sido un reino o feudo con territorio propio. Durante toda la Tercera Edad, Umbar fue disputado entre Gondor y Harad, y fue frecuentemente refugio de rebeldes y renegados, como los descendientes y seguidores de Castamir el Usurpador.
De Umbar procedía la flota corsaria de Mordor, que participaría en la Guerra del Anillo, aunque terminaría siendo derrotada por el ejército de los muertos, al mando de Aragorn, acompañado por el elfo Legolas y el enano Gimli. Umbar sería finalmente anexionada al reino de Gondor por el rey Elessar, en la Cuarta Edad del Sol.
- Datos: Q947309